# 稅關 (日本)

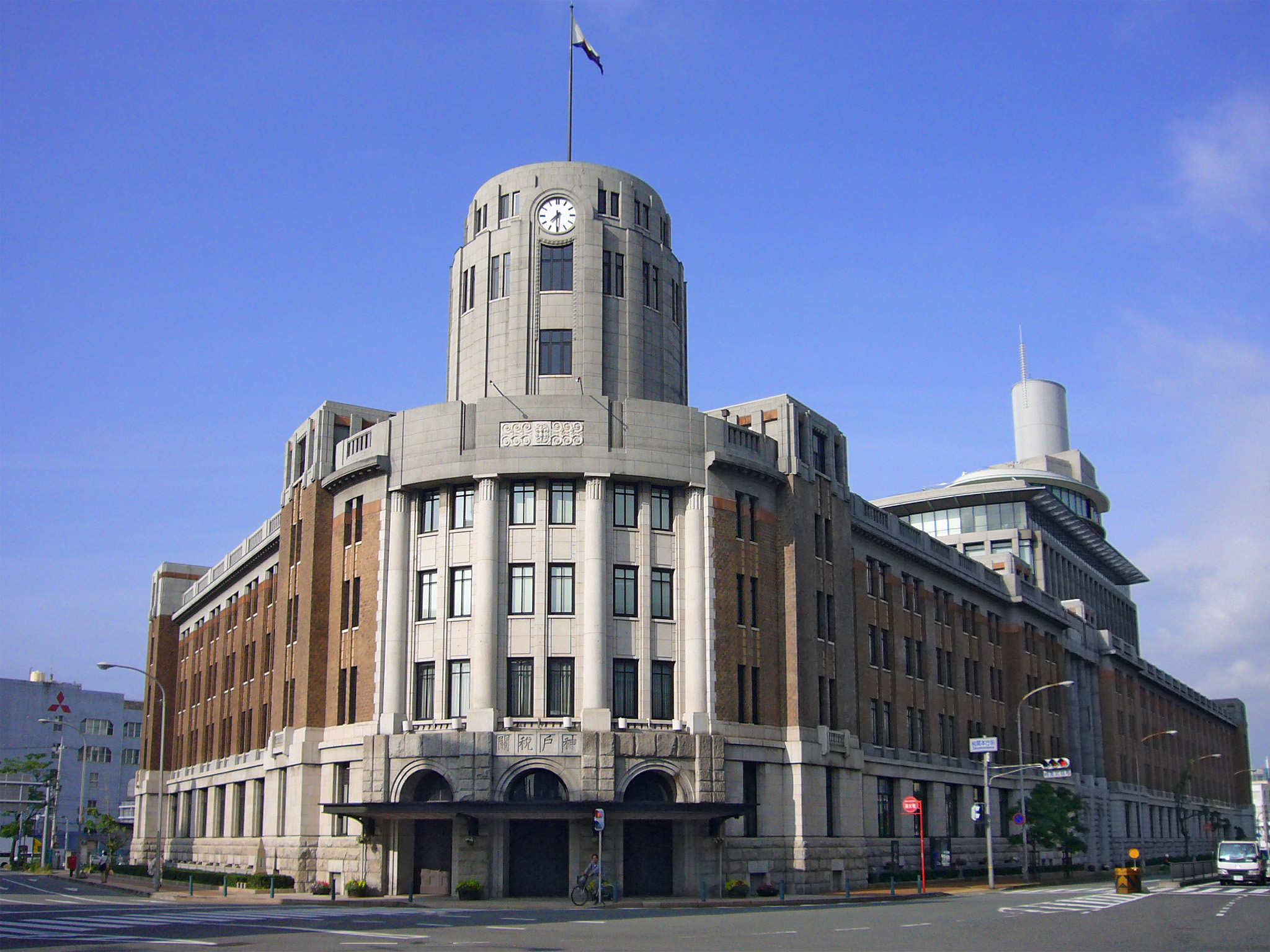
神戶税關（1927年建），1998年改建後保留原廳舍外觀

税關（日语：／ Zeikan */?）是日本對海關的稱呼，在日本國內為財務省的地方支分部局，主要負責收集國內消費稅和關稅、進出口貨物清關、打擊走私以及管理保稅區。日本的稅關經常被誤以為同時負責自然人的邊境管制與移民事務，但此職責是歸屬於法務省屬下的出入國在留管理廳（原為入國管理局）。

## 歷史
1854年，神奈川條約簽訂，日本開放下田與箱館（今函館）兩港口與美國通商。　
1859年，長崎、神奈川及箱館（函館）之港口設立「運上所」負責監督貨物税金的徵收，為税關的前身。
1872年11月28日，運上所更名為「稅關」。
1890年9月8日，設立函館、新潟、横濱、大阪、神戶、長崎六個地區的稅關和其管轄區域。
1902年11月5日，廢除新潟稅關，其管轄區域分配至横濱、大阪、函館之各稅關。
1909年4月1日，樺太廳加入函館稅關管轄區域。
1909年11月5日，門司稅關從長崎稅關中獨立。
1937年10月1日，設立名古屋稅關，接管部分横濱稅關和大阪稅關的管理區域。
1943年11月1日，海事行政一元化，稅關業務由運輸通信省海運總局屬下的海運局接管，廢除稅關。
1946年6月1日，戰後重設稅關部門，設立函館、横濱、名古屋、大阪、神戶、門司六個地區單位。
1953年8月1日，設立東京稅關接管部分横浜税關的管理區域。同日設立長崎稅關接管部分門司稅關的管理區域。
1972年5月15日，設立沖繩地區稅關管轄沖繩縣。

## 地區單位
- 函館税關：北海道、青森縣、秋田縣、岩手縣
- 東京税關：山形縣、群馬縣、埼玉縣、千葉縣（只限市川市、成田市、香取郡多古町及山武郡芝山町）、東京都、新潟縣、山梨縣
- 横濱税關：宮城縣、福島縣、茨城縣、栃木縣、千葉縣（東京税關管轄範圍除外）、神奈川縣
- 名古屋税關：長野縣、岐阜縣、靜岡縣、愛知縣、三重縣
- 大阪税關：北陸地方（新潟縣除外）、近畿地方（兵庫縣除外）
- 神户税關：兵庫縣、中国地方（山口縣除外）、四国地方
- 門司税關：山口縣、福岡縣（長崎税關管轄範圍除外）、佐賀縣（只限唐津市、伊万里市、東松浦郡及西松浦郡）、長崎縣（只限對馬市及壹岐市）、大分縣、宮崎縣
- 長崎税關：福岡縣（只限大牟田市、久留米市、柳川市、八女市、筑後市、大川市、小郡市、浮羽市、三山市、三井郡、三潴郡及八女郡）、佐賀縣（門司税關管轄範圍除外）、長崎縣（門司税關管轄範圍除外）、熊本縣、鹿兒島縣
- 沖繩地區税關：沖繩縣

## 關聯條目
- 海關
- 海上保安廳
- 税關職員（日语：税関職員）
- 入國審査官（日语：入国審査官）

## 外部連結
- 稅關網站 （页面存档备份，存于）
- YouTube上的税關頻道